# Fulmarus miocaenus
Fulmarus miocaenus je izumrla vrsta roda Fulmarus. Živjela je u srednjem miocenu, kao što joj i ime govori. Podaci o njoj se znaju samo iz fosila pronađenih na obali Tihog oceana u Kaliforniji 1984. Bila je puno manja od živućih vrsta iz roda Fulmar.